# Jean-Marie Harribey
 (octobre 2019).
Si vous disposez d'ouvrages ou d'articles de référence ou si vous connaissez des sites web de qualité traitant du thème abordé ici, merci de compléter l'article en donnant les références utiles à sa vérifiabilité et en les liant à la section « Notes et références ».
Pour les articles homonymes, voir Harribey.
Jean-Marie Harribey, né en 1948, est un économiste français et maître de conférences honoraire. Coprésident de l'association Attac de 2006 à 2009, il copréside son conseil scientifique depuis 2014. Il a créé et anime la revue Les Possibles.

## Biographie
Agrégé de sciences économiques et sociales, Jean-Marie Harribey soutient en 1996 une thèse de doctorat en économie, dirigée par Serge Latouche.
Il commence sa carrière d'enseignant comme professeur de sciences économiques et sociales en lycée. Il devient ensuite maître de conférences à l'université Bordeaux-IV habilité à diriger des recherches.
Ses domaines de recherche sont la critique de l'économie politique, la théorie de la valeur, la socioéconomie du travail et de la protection sociale et le développement soutenable. Son livre, La richesse, la valeur et l'inestimable, Fondements d'une critique socio-écologique de l'économie capitaliste [archive], propose une synthèse de l'intégration de la question écologique à l'intérieur de la théorie de la valeur-travail de Marx. Dans ce cadre, il analyse la crise du capitalisme mondialisé comme une crise de production et de réalisation de la valeur, marquée par la double incapacité du capital à aller au-delà d’un certain seuil d’exploitation de la force de travail et d’un certain seuil d’exploitation de la nature, marquant la fin des illusions d’une marchandisation et d’une accumulation infinies. D'autre part, il renouvelle le concept de travail productif en montrant que le travail effectué dans la sphère non marchande (éducation et santé notamment) est productif de valeur, qui s'ajoute à celle produite dans la sphère marchande et n'est donc pas prélevée sur cette dernière,. 
Il a collaboré à la revue Le Passant ordinaire de Thomas Lacoste, et il collabore à Politis, à Actuel Marx et à la Revue du MAUSS.
Il a coprésidé Attac avec Aurélie Trouvé de 2006 à 2009, et a coprésidé le conseil scientifique de l'association de 2014 à 2019. Il est membre des économistes atterrés et de la Fondation Copernic,.

## Prises de positions
Il a soutenu le non au référendum sur le traité constitutionnel européen de 2005.

## Publications récentes
- Pouvoir et crise du capital, Marx penseur du XXIe siècle (direction avec Matthieu Montalban), Éditions Le Bord de l'eau, 2012.
- Retraites, l'alternative cachée (direction avec Christiane Marty), Éditions Syllepse, 2013.
- La richesse, la valeur et l'inestimable, Fondements d'une critique socio-écologique de l'économie capitaliste, Les Liens qui libèrent, 2013[12].
- Les feuilles mortes du capitalisme, Chroniques de fin de cycle, Éditions Le Bord de l'eau, 2014[13].
- Les Lumières d'Adam Smith, La philosophie et l'économie en scène (co-direction avec Vanessa Oltra), Éditions Le Bord de l'eau, 2016.
- Contre l'allocation universelle (avec Seth Ackerman, Mateo Alaluf et Daniel Zamora), Lux, 2016.
- Par ici la sortie, Cette crise qui n'en finit pas (collectif pour Attac), Les Liens qui libèrent, 2017.
- Faut-il un revenu universel ? (direction avec Christiane Marty pour Les Économistes atterrés et la Fondation Copernic), Éditions de l'Atelier, 2017.
- La monnaie, un enjeu politique (collectif pour Les Économistes atterrés), Seuil, 2018.
- Le trou noir  du capitalisme. Pour ne pas y être aspiré, réhabiliter le travail, instituer les communs et socialiser la monnaie, Éditions Le Bord de l'eau, 2020[14]
- En finir avec le capitalovirus, L'alternative est possible, Éditions Dunod, 2021